# ジュブナイル
ジュブナイル（juvenile）は、ティーンエイジャー（少年・少女、青少年）を対象とする修飾詞。日本では1970年代頃に使われはじめた（角川文庫SFジュブナイルの登場が1976年）が、英米ではやや堅苦しい表現のため、改まった場面で使用されることが多く、口語表現ではヤングアダルト作品 (Young-adult fiction) やjuvenile novelあるいはjuvenile fictionに置き換わる。
"Juvenile"の本来の意味は「少年期」であり、juvenile novelあるいはjuvenile fictionといった表現でジャンルを意味するが、日本では略して「ジュブナイル」だけで、児童あるいはヤングアダルト向けジャンルの呼称として使われている。「ジュブナイル」と銘打たれる作品は出版社によっても異なる。日本では主に文学用語として使用されることが多かったが、文学辞典にも載っていない。図書館では、ヤングアダルトの頭文字を取って「YA」の分類を設けている場合がある。一般でもそのような使用法が増えている。ジュヴナイルとも表記することがある。また、日本では少年向け冒険SFやそれを匂わせるものを意味したりする。
この年齢層を小説の対象として最初に提唱したのは、イギリスの作家だったサラ・トリマーで、トリマーは1802年に14歳から21歳までの読者を"young adulthood"と呼んだ。しかし、この年齢層が出版社によってマーケティングの対象とされるには長い時間がかかった。それらの年齢層に特に好まれた作品は『オリバー・ツイスト』『モンテ・クリスト伯』『大いなる遺産』『トム・ソーヤーの冒険』『不思議の国のアリス』『宝島』『ジャングル・ブック』など19世紀中にも幾つか発表されたが、1950年代になってからようやく、児童文学とも成人を対象とした文学とも異なる一つの分野として認識されるようになった。ちなみにアメリカでYALSA（Young Adult Library Services Association）が創設されたのは1957年である。